# منتخب كولومبيا تحت 17 سنة لكرة القدم
منتخب كولومبيا تحت 17 سنة لكرة القدم (بالإسبانية: Selección de fútbol sub-17 de Colombia)‏ هو ممثل كولومبيا الرسمي في المنافسات الدولية في كرة القدم في فئة كرة قدم تحت 17 سنة للرجال، يديريه اتحاد كولومبيا لكرة القدم.